# منتخب كوبا لكرة القدم للسيدات
منتخب كوبا الوطني لكرة القدم للسيدات (بالإسبانية: Selección femenina de fútbol de Cuba)‏ هو ممثل كوبا الرسمي في المنافسات الدولية في كرة القدم في فئة كرة القدم للسيدات.